# Johann Nestroy
Johann Nepomuk Nestroy (Beč, 7. prosinca 1801. – Graz, 25. svibnja 1862.), austrijski komediograf i glumac
Jedno je vrijeme bio pjevač, a poslije je glumio komične uloge. Napisao je niz popularnih komedija i lakrdija. Njegove drame najčešće su ironične i skeptične, a izraz im počiva na snazi verbalne dosjetke i klasičnog bečkog vica. Unatoč lakoći svojeg stila oštro se narugao slabostima i nedostacima svojih suvremenika. Najpoznatije mu je djelo "Zli duh Lumpazivagabundus ili lakoumni trolist". 